# Ивен
Ивен (нем. Iven) — община в Германии, в земле Мекленбург-Передняя Померания.
Входит в состав района Восточная Передняя Померания. Подчиняется управлению Анклам-Ланд. Население составляет 197 человек (на 31 декабря 2010 года). Занимает площадь 15,76 км².